# Museo de Arte Religioso de la Universidad Católica de la Santísima Concepción
El Museo de arte religioso de la Universidad Católica de la Santísima Concepción es una institución creada con el fin de preservar tesoros eclesiásticos relacionada con la iglesia católica. La Universidad Católica de la Santísima Concepción (UCSC) es su administrador. Recibe un promedio de 400 visitas al mes. 
Se ubica entre la Catedral de Concepción y la oficina de la Parroquia del Sagrario, la en la ciudad de Concepción, Chile (específicamente en Caupolicán 441 frente a la Plaza de la Independencia).
La edificación reúne 400 piezas de historia, arte, tradición religiosa de la ciudad y sobre la Arquidiócesis de la Santísima Concepción. El museo es heredero de una colección anterior proveniente del Museo de la Catedral, creado por el Deán Padre René Inostroza en 1995, quien lo cedió en comodato a la UCSC en 1999, gracias al porte de ex Gran Canciller, Monseñor Antonio Moreno, y el ex Rector de la universidad, Monseñor Felipe Bacarreza.